# Island of Beasts
Island of Beasts (auch unter dem Originaltitel Komodo vs. Cobra vertrieben) ist ein US-amerikanischer Horrorfilm aus dem Jahr 2005. Regie führte Jim Wynorski, der vor allem durch seine Arbeiten im Bereich der B-Movies und Trashfilme bekannt geworden ist.

## Handlung
Zwei Männer und eine Frau werden auf einer Südseeinsel von einem riesigen Komodowaran verfolgt, dem einer der Männer zum Opfer fällt. Auf der Flucht wird der zweite Mann, der der Vater der Frau ist, von einer ebenfalls riesigen Kobra getötet.
Auf Bora Bora wird Captain Mike Stoddard von Jerry Ryan und Carrie, Aktivisten der Umweltschutzorganisation One Planet beauftragt, sie gemeinsam mit einem Filmteam und einem weiteren Pärchen auf die Insel Damas zu bringen, um dort geheime Tierversuche der U.S. Army aufzudecken. Mit Stoddards Yacht gelangt die Gruppe zur Insel. Bei der ersten Erkundung stoßen sie auf gigantische Maispflanzen und eine verlassene Villa. Dort begegnen sie Dr. Susan Richardson, der überlebenden Frau vom Beginn des Films, und werden ebenfalls von riesigen Kobras und Waranen angegriffen.
Susan erzählt, was auf der Insel vorgefallen ist: Gemeinsam mit ihrem Vater leitete sie ein Forschungsprojekt mit dem Namen Carnivore, um durch eine Behandlung von Nutzpflanzen mit tierischer DNA den Hunger in der Welt zu bekämpfen. Als sie dabei erste Erfolge zu verzeichnen hatten, wurden sie vom Militär, dem Geldgeber des Projekts, dazu gebracht, ihre Experimente auf Tiere, speziell auf Warane und Kobras auszuweiten. Als diese dann zu Riesen mutierten, geriet das Experiment außer Kontrolle. Da der Funkturm der Forschungseinrichtung zerstört war, konnte kein Notruf abgesetzt werden. Ein Team wurde zwar zur Reparatur ausgesandt, verschwand allerdings samt Hubschrauber spurlos. Alle Wissenschaftler außer Susan wurden getötet.
Währenddessen ist auch das Militär wieder auf der Insel, um die Lage zu prüfen, da der Kontakt zu den Forschern abgebrochen ist. Die Soldaten, die die Insel zu Fuß erkunden wollen, werden von den Mutanten getötet. Ein Aufklärungsflugzeug macht Aufnahmen von den riesigen Tieren, was den zuständigen General dazu veranlasst, alle zur Vertuschung des Experiments notwendigen Maßnahmen in die Wege zu leiten. Außerdem wird die Gruppe um Stoddard von den Soldaten ausgemacht. Da es sich bei der Insel um militärisches Sperrgebiet handelt, werden sie als Eindringlinge angesehen, die aufgrund der geheimen Experimente, deren Auswirkungen sie zu Gesicht bekommen haben, ebenfalls beseitigt werden müssen.
Stoddard versucht mit den anderen Überlebenden, zu seiner Yacht zurückzugelangen. Unterwegs finden sie einen im Sterben liegenden Mann, der sich als einziger Überlebender des Teams zur Reparatur des Funkturms zu erkennen gibt. Seine Kollegen und er wurden direkt nach der Landung mit dem Hubschrauber von den mutierten Waranen angegriffen, noch bevor sie die defekte Funkanlage instand setzen konnten. Auch er stirbt, da er mit dem giftigen Speichel des Riesenwarans in Berührung gekommen war. Als die Gruppe am Strand ankommt, werden sie Zeuge, wie Stoddards Yacht durch ein Kampfflugzeug mit einer Rakete zerstört wird. Da Susan weiß, dass die Armee auch die Insel bombardieren wird, da sich die Forscher nicht im vereinbarten Intervall per Funk gemeldet haben, suchen die Überlebenden nach einem neuen Plan, die Insel zu verlassen.
Sie beschließen, den Hubschrauber des Funkreparaturtrupps aufzusuchen, in der Hoffnung, dass dieser noch nicht zerstört wurde. Auf dem Weg dahin wird Jerry beim Durchqueren eines Flusses von riesigen Blutegeln angegriffen. Susan schlussfolgert aus dem Riesenwuchs der Egel, dass alle Lebensformen der Insel früher oder später mutieren werden. Als sie den Hubschrauber erreichen, werden sie von einem Waran und einer Kobra angegriffen. Jerry opfert sich, um dem Rest der Gruppe die Flucht zu ermöglichen. Im letzten Moment, bevor die Armee die Insel bombardiert, gelingt es Stoddard, den Hubschrauber zu starten und die Insel zu verlassen. Die Filmaufnahmen der mutierten Lebewesen werden einer Nachrichtenagentur übergeben und so die geheimen Experimente der Öffentlichkeit präsentiert.

## Rezeption
„Lächerlicher Tierhorrorfilm auf unterstem Niveau mit miserablen Effekten.“

Das Internetportal Filmreporter.de kritisiert bei Islands of Beasts sowohl die Schauspieler als auch die Handlung und die Effekte:

„Dieser nach Schema F produzierte Horror-Streifen ist nur etwas für Filmfreaks, die zu viel Zeit haben. Denn der Film ist reine Zeitverschwendung. Die Schauspieler sind schlecht, die Special Effects langweilig und die Handlung bietet nichts Neues. Wenn die Riesentiere ihre Opfer fressen, sieht es oft aus als beißen sie daneben und der Zuschauer wundert sich, dass der Mensch doch noch in die Tiefen des Maules gelangt. Man bekommt den Eindruck, da hat einer mit seinem Computer ein bisschen herumgespielt, aber dabei wenig Mühe aufgewendet. Einziger Pluspunkt des Werkes sind die schönen Landschaftsaufnahmen. Wenigstens die Locationscouts haben sich richtig Mühe gegeben.“

Die Filmkritik-Website Rotten Tomatoes verzeichnet für den Film überwiegend negative Beurteilungen. Nur 22 % der Rezensenten vergaben positive Bewertungen.

## Sonstiges
- Das Budget des Films betrug etwa 450.000 US-Dollar. Die DVD-Veröffentlichung erfolgte in den USA am 25. Juli 2006 durch Lions Gate Entertainment, in Europa am 16. August 2006 bei Cine Plus Home Entertainment.

- Die Szenen, in denen die Yacht und die Insel durch Kampfflugzeuge bombardiert werden, sind Stock-Footage-Videos und zeigen keine Flugzeuge der US-amerikanischen Luftstreitkräfte, sondern MiG-23 mit russischer sowie McDonnell F-4-Jets mit israelischer Länderkennung.